# Rain Dogs
Rain Dogs — album Toma Waitsa wydany w sierpniu 1985 przez wytwórnię Island Records.
Płyta osiągnęła 188. miejsce na liście Top 200 amerykańskiego tygodnika "Billboard". W 1989 czasopismo "Rolling Stone" umieściło ją na 21. miejscu listy 100 greatest albums of the 1980s, a w 2003 – na 397. pozycji swojej listy 500 albumów wszech czasów.

## Lista utworów
Album zawiera niecałe 54 minuty nagrania i składa się z 19 utworów. Tom Waits jest autorem wszystkich tekstów, przy czym Hang Down Your Head napisał wspólnie z Kathleen Brennan.
1. Singapore – 2:46
2. Clap Hands – 3:47
3. Cemetery Polka – 1:51
4. Jockey Full of Bourbon – 2:45
5. Tango Till They're Sore – 2:49
6. Big Black Mariah – 2:44
7. Diamonds & Gold – 2:31
8. Hang Down Your Head – 2:32
9. Time – 3:55
10. Rain Dogs – 2:56
11. Midtown [instrumentalny] – 1:00
12. 9th & Hennepin – 1:58
13. Gun Street Girl – 4:37
14. Union Square – 2:24
15. Blind Love – 4:18
16. Walking Spanish – 3:05
17. Downtown Train – 3:53
18. Bride of Rain Dog [instrumentalny] – 1:07
19. Anywhere I Lay My Head – 2:48

Piosenki Jockey Full of Bourbon and Tango Till They're Sore zostały wykorzystane w filmie Jima Jarmuscha pt. Poza prawem, w którym Waits zagrał jedną z głównych ról.